# Chernyi Bor
Chernyi Bor – meteoryt kamienny należący do chondrytów oliwinowo-bronzytowych H4. Spadły latem 1964 roku na Białorusi w pobliżu miasta Mohylew. Z miejsca spadku pozyskano 6 kg materii meteorytowej.